# 叔·叔
《叔·叔》（英語：Suk Suk）是一部2019年香港电影，由楊曜愷執導及編劇。劇情是講述兩位未出櫃的男同性戀，在老年生活的愛情故事。入圍第56屆金馬獎5項獎，並入選並第70屆柏林影展電影大觀單元。

## 劇情
的士司機柏（70歲）與已退休單親爸爸海（65歲）即使大半生受盡傳統社會的規範與約束，引以自豪的始終是多年以來努力建立的家，想不到在人生最後這一段路上還能遇見彼此。
柏年輕時由中國大陸移居至香港，努力工作，與清（65 歲）結婚45年，育有一子一女，是上一代傳統香港人眼中「幸福家庭」的典範。海的太太早年離他而去，與兒子永相依為命，雖與兒子一家同住，但並沒有家的感覺。
遲來的相遇翻起了柏和海塵封心底的愛慾，愛情誘惑與社會道德價值之間拉鋸，在內心原始慾望與社會傳統「幸福家庭」間，他們必須作出取捨。
《叔‧叔》透過刻劃兩個相逢恨晚的男人尋常而瑣碎的日常，呈現出人在社會期許與個人情慾之間的掙扎與兩難。

## 演員
- 袁富華 飾演 海
- 太　保 飾演 柏
- 區嘉雯 飾演 清
- 盧鎮業 飾演 永
- 江　圖 飾演 超仔
- 林耀聲 飾演 Edmond
- 王曉怡 飾演 芳(柏女兒)
- 胡軼心 飾演 鄭(柏女婿)
- 劉亭君 飾演 Joyce
- 施魅力 飾演 Dior
- 黃國輝 飾演 樂
- 翟紫筠 飾演 芝
- 潘姿善 飾演 麗麗(柏孫女)
- 黃靖瑜 飾演 Grace(海孫女)
- 黃家榮 飾演 飛
- 丁美森 飾演 Peter
- 劉仲軒 飾演 Billy
- 陳志豪 飾演 Joseph
- 黃興國 飾演 明叔
- 張志敏 飾演 傑
- 曾文威 飾演 肥鵬
- 何漢輝 飾演 華
- 鄭毅邦 飾演 軒
- 孫惠芳 飾演 珍
- 曾玉娟 飾演 中醫診所姑娘
- 阮漢祥 飾演 中醫診所醫師
- 蔣軒奇 飾演 詩
- 黃清俊 飾演 崎
- 劉日東 飾演 雄爺
- 郭百寧 飾演 Ringo
- 邱曉筠 飾演 Lily
- 彭展鏗 飾演 Ricky
- 李榮昌 飾演 桑拿員工
- 徐智良 飾演 桑拿員工
- 林國樑 飾演 廁所男
- 劉志聰 飾演 廁所男
- 范炳康 飾演 小巴司機
- 樊石秋 飾演 的士司機
- 江觀𡉼 飾演 的士司機
- 林國榮 飾演 牧師
- 黎哲哲 飾演 小學教師
- 蔡展宏 飾演 伴郎
- 江浩然 飾演 伴娘
- 喻振雄 飾演 婚宴侍應
- 胡春梅 飾演 婚宴侍應

## 奬項及提名
| 類別                       | 頒獎日期       | 獎項               | 名字           | 結果 | 參考  |
| -------------------------- | -------------- | ------------------ | -------------- | ---- | ----- |
| 金馬獎                     | 2019年11月23日 | 最佳劇情長片       | 《叔·叔》      | 提名 | [ 1 ] |
| 金馬獎                     | 2019年11月23日 | 最佳男主角         | 袁富華         | 提名 | [ 1 ] |
| 金馬獎                     | 2019年11月23日 | 最佳男主角         | 太保           | 提名 | [ 1 ] |
| 金馬獎                     | 2019年11月23日 | 最佳女配角         | 區嘉雯         | 提名 | [ 1 ] |
| 金馬獎                     | 2019年11月23日 | 最佳原著劇本       | 楊曜愷         | 提名 | [ 1 ] |
| 香港電影評論學會大獎       | 2020年1月20日  | 最佳導演           | 楊曜愷         | 提名 | [ 2 ] |
| 香港電影評論學會大獎       | 2020年1月20日  | 最佳編劇           | 楊曜愷         | 提名 | [ 2 ] |
| 香港電影評論學會大獎       | 2020年1月20日  | 最佳電影           | 《叔·叔》      | 獲獎 | [ 2 ] |
| 香港電影評論學會大獎       | 2020年1月20日  | 最佳男演員         | 袁富華         | 提名 | [ 2 ] |
| 香港電影評論學會大獎       | 2020年1月20日  | 最佳男演員         | 太保           | 獲獎 | [ 2 ] |
| 香港電影導演會年度大獎     | 2020年3月21日  | 最佳男主角         | 太保           | 獲獎 |       |
| 香港電影編劇家協會大奬     | 2020年5月1日   | 年度最佳電影角色獎 | 太保           | 獲獎 |       |
| 香港電影編劇家協會大奬     | 2020年5月1日   | 年度最佳電影角色獎 | 袁富華         | 提名 |       |
| 香港電影編劇家協會大奬     | 2020年5月1日   | 年度推薦劇本獎     | 楊曜愷         | 獲獎 |       |
| 最港電影大獎               | 2020年5月4日   | 最港導演           | 楊曜愷         | 提名 |       |
| 最港電影大獎               | 2020年5月4日   | 最港男演員         | 袁富華         | 提名 |       |
| 最港電影大獎               | 2020年5月4日   | 最港電影           | 《叔·叔》      | 獲獎 |       |
| 最港電影大獎               | 2020年5月4日   | 我最喜愛港片       | 《叔·叔》      | 提名 |       |
| 香港電影金像獎             | 2020年5月6日   | 最佳電影           | 《叔·叔》      | 提名 | [ 3 ] |
| 香港電影金像獎             | 2020年5月6日   | 最佳導演           | 楊曜愷         | 提名 | [ 3 ] |
| 香港電影金像獎             | 2020年5月6日   | 最佳編劇           | 楊曜愷         | 提名 | [ 3 ] |
| 香港電影金像獎             | 2020年5月6日   | 最佳男主角         | 太保           | 獲獎 | [ 3 ] |
| 香港電影金像獎             | 2020年5月6日   | 最佳男配角         | 盧鎮業         | 提名 | [ 3 ] |
| 香港電影金像獎             | 2020年5月6日   | 最佳剪接           | 張叔平、陳序慶 | 提名 | [ 3 ] |
| 香港電影金像獎             | 2020年5月6日   | 最佳服裝造型設計   | 潘燚森         | 提名 | [ 3 ] |
| 香港電影金像獎             | 2020年5月6日   | 最佳女配角         | 區嘉雯         | 獲獎 | [ 3 ] |
| 香港電影金像獎             | 2020年5月6日   | 最佳新演員         | 區嘉雯         | 提名 | [ 3 ] |
| 香港電影我撐場民選大獎2020 | 2020           | 最撐女配角         | 區嘉雯         | 提名 |       |
| 香港電影我撐場民選大獎2020 | 2020           | 最撐新演員         | 區嘉雯         | 提名 |       |
| 香港電影我撐場民選大獎2020 | 2020           | 最撐電影大獎       | 《叔·叔》      | 提名 |       |
| 香港電影我撐場民選大獎2020 | 2020           | 最撐男配角         | 盧鎮業         | 提名 |       |
| 香港電影我撐場民選大獎2020 | 2020           | 最撐男主角         | 太保           | 提名 |       |
| 亞洲電影大獎               | 2020年10月14日 | 最佳男主角         | 太保           | 提名 | [ 4 ] |
| 亞洲電影大獎               | 2020年10月14日 | 最佳男配角         | 袁富華         | 提名 | [ 4 ] |
| 亞洲電影大獎               | 2020年10月14日 | 最佳女配角         | 區嘉雯         | 提名 | [ 4 ] |

## 電影歌曲
| 曲別   | 歌名         | 作曲   | 作詞   | 演唱 |
| ------ | ------------ | ------ | ------ | ---- |
| 主題曲 | 《微風細雨》 | 林功信 | 林功信 | 青山 |

## 取景
本電影在香港多處取景，包括旺角煙廠街、鰂魚涌海裕街海旁、以及九龍佐治五世紀念公園等。

## 外部連結
- 香港影庫上《叔·叔》的資料（繁體中文）
- 豆瓣电影上《叔·叔》的資料 （简体中文）
- 開眼電影網上《叔·叔》的資料（繁體中文）
- 爛番茄上《叔·叔》的資料（英文）
- 互联网电影数据库（IMDb）上《叔·叔》的资料（英文）